# Mabea longibracteata
Mabea longibracteata är en törelväxtart som beskrevs av Hans-Joachim Esser. Mabea longibracteata ingår i släktet Mabea och familjen törelväxter. Inga underarter finns listade i Catalogue of Life.